# Список плазунів Естонії
Цей список є списком видів земноводних, спостережених на території Естонії. У фауні Естонії спостерігається 5 видів плазунів: 3 види ящірок та 2 види змій. Ще 5-8 тис років тому в Естонії траплялася черепаха болотна.

## Список
| Українська назва/Локальна нава | Біноміальна назва                 | Родина     | Ряд      | Статус ЄЧС/МСОП | Зображення |
| ------------------------------ | --------------------------------- | ---------- | -------- | --------------- | ---------- |
| Веретільниця ламка/ vaskuss    | Anguis fragilis Linnaues, 1758    | Anguidae   | Squamata | LC              |            |
| Ящірка прудка/ kivisisalik     | Lacerta agilis (Linnaues, 1758)   | Lacertidae | Squamata | LC              |            |
| Ящірка живородна/ arusisalik   | Zootoca vivipara (Linnaues, 1758) | Lacertidae | Squamata | LC              |            |
| Вуж звичайний/ nastik          | Natrix natrix (Linnaues, 1758)    | Natricidae | Squamata | LC              |            |
| Гадюка звичайна/ rästik        | Vipera berus (Linnaues, 1758)     | Viperidae  | Squamata | LC              |            |